# Васьково (Ленінградська область, селище)
Васьково (рос. Васьково) — селище Бокситогорського району Ленінградської області Росії. Входить до складу Подборовського сільського поселення.
Населення — 118 осіб (2012 рік).

## Населення
| 2007 | 2010 | 2017 |
| ---- | ---- | ---- |
| 109  | ↘99  | ↘91  |